# Station Geldrop
 Station Geldrop is een spoorwegstation in het Noord-Brabantse Geldrop aan de spoorlijn Eindhoven - Weert. 
Het station werd gebouwd in 1912/1913 en is ontworpen door de architect George Willem van Heukelom. Het station werd geopend op 1 november 1913. Omdat de spoorlijn bij Geldrop door een moerasachtig gebied ging lopen, is ze aangelegd op een dijk. Het eigenlijke stationsgebouw is in 1974 gesloopt om ruimte te maken voor een fiets- en voetgangerstunnel. De kaartverkoop werd verplaatst naar het perrongebouw. Het station is geklasseerd als rijksmonument.

## Treinverbindingen
De volgende treinseries halteren in de dienstregeling 2025 te Geldrop:
| Serie | Treinsoort    | Route                                                                   | Bijzonderheden |
| ----- | ------------- | ----------------------------------------------------------------------- | --- |
| 6400  | Sprinter (NS) | Tilburg Universiteit – Tilburg – Eindhoven Centraal – (Geldrop – Weert) | Rijdt tussen 20:00 en 22:00 uur en op zondag 1x/uur tussen Eindhoven Centraal en Weert. Rijdt na 22:00 uur 1x/uur op het hele traject. |

## Voor- en natransport
Bij het station zijn fietskluizen en onbewaakte fietsenstallingen aanwezig. Er zijn OV-fietsen uit een automatische fietsenstalling te huur. Verder is er een taxistandplaats en is er parkeermogelijkheid voor auto's.

## Afbeeldingen

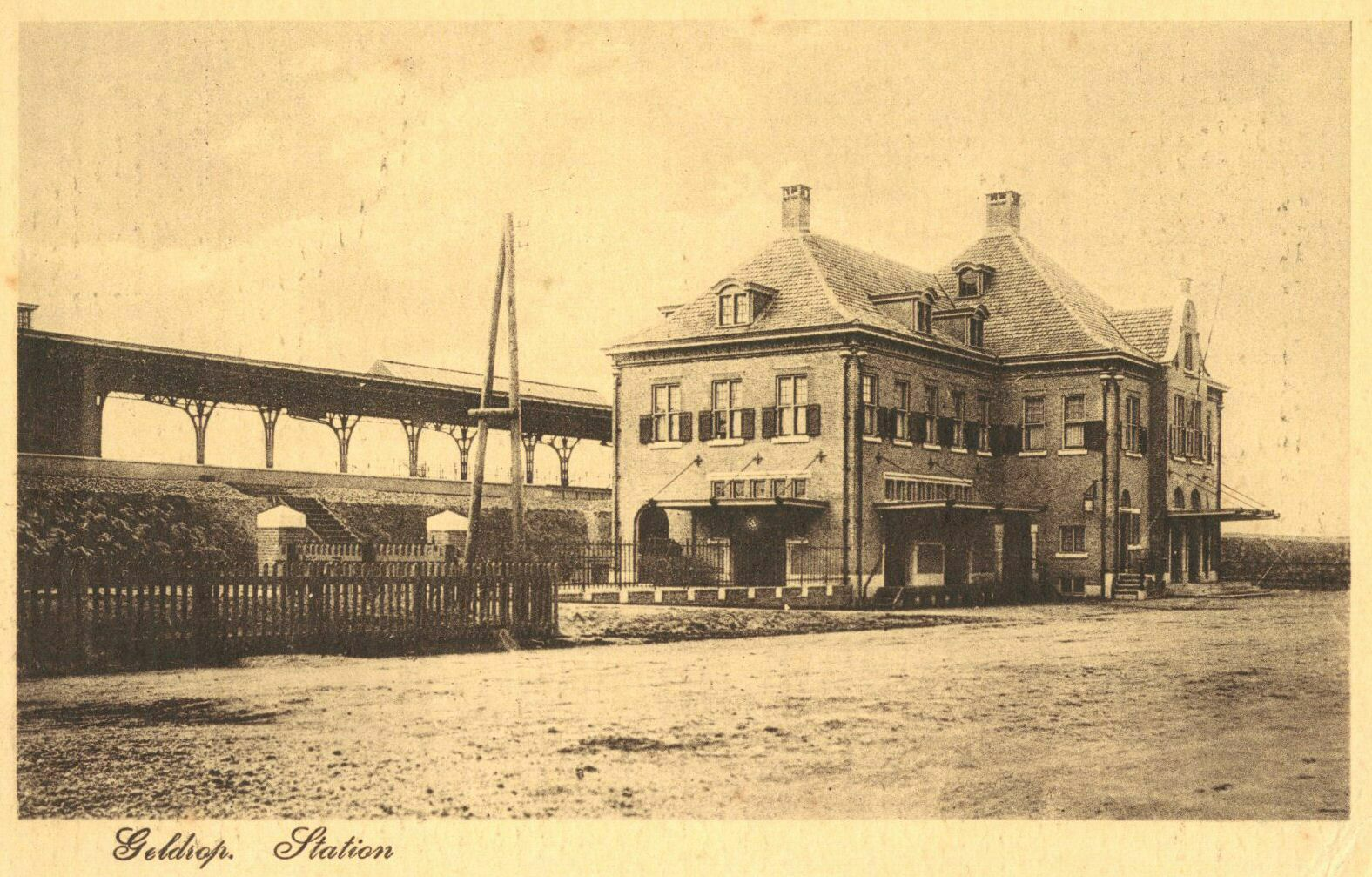
Station Geldrop in de jaren 10 met het inmiddels gesloopte stationsgebouw
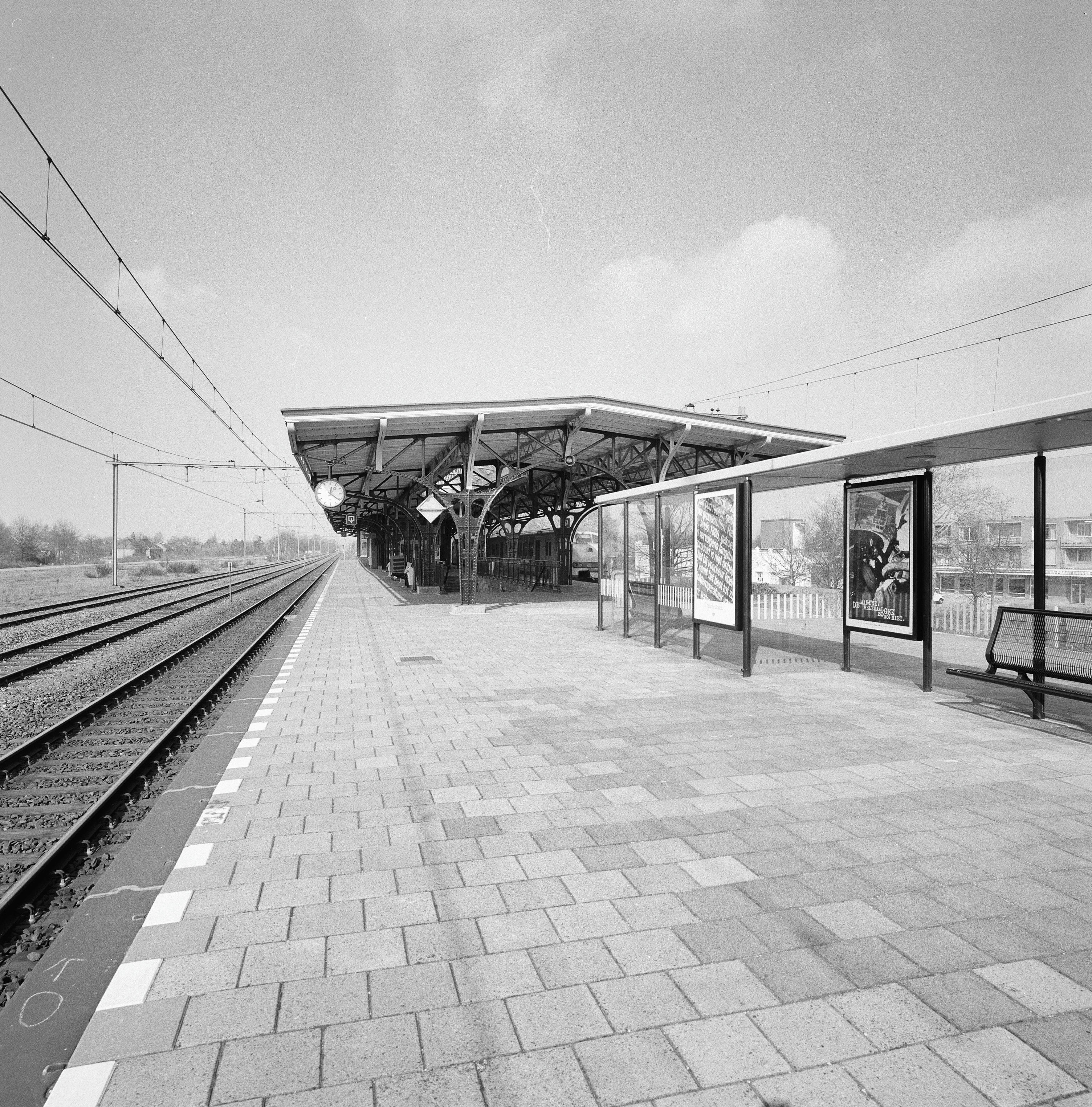
Station met eilandperron
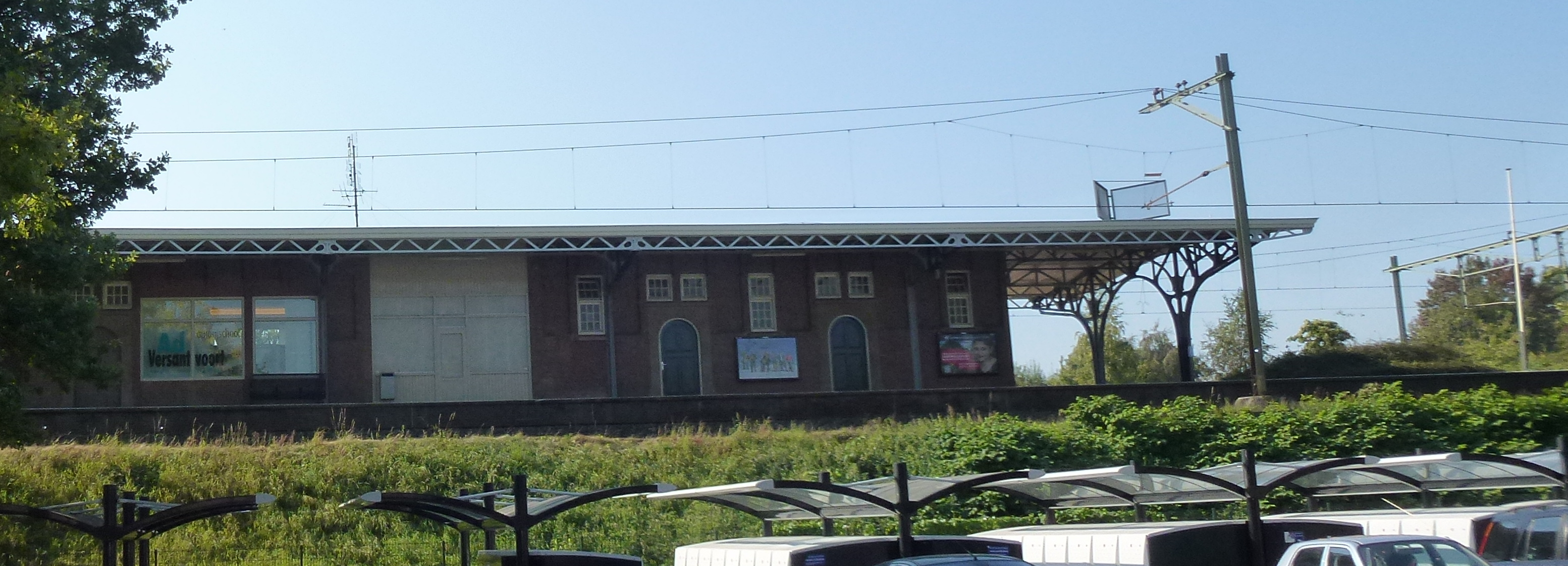
Station vanaf de parkeerplaats
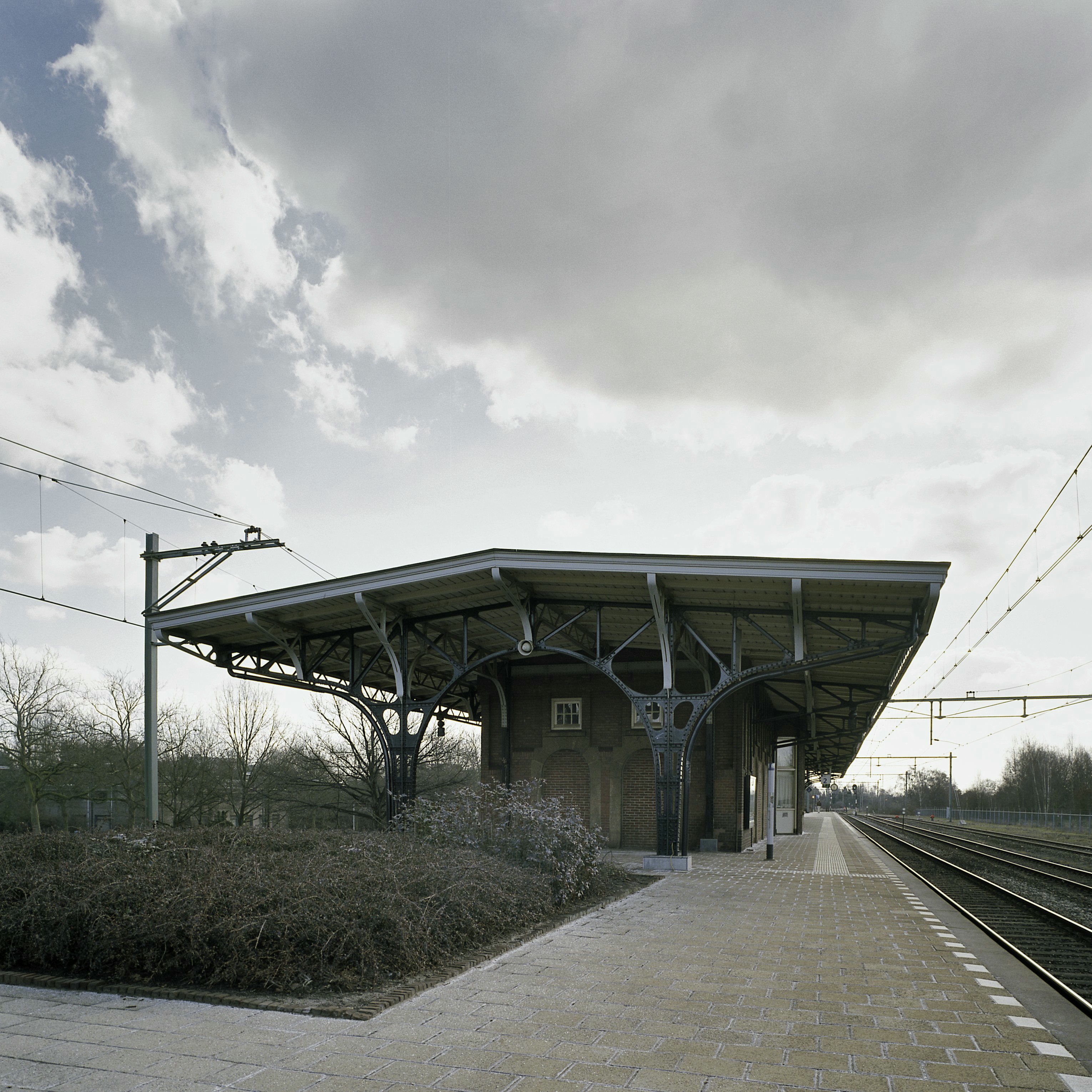
Perron in 2006
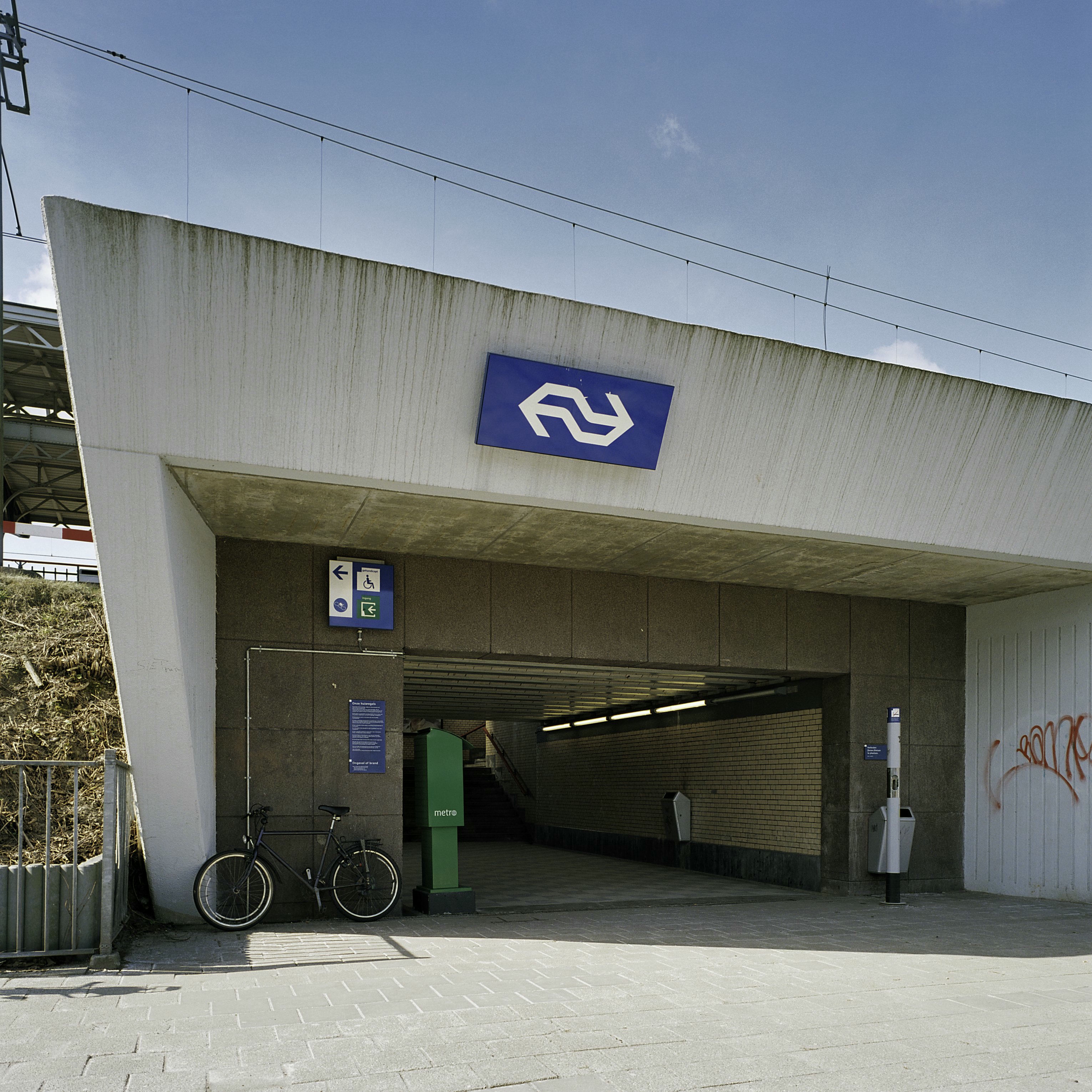
Ingang van het station
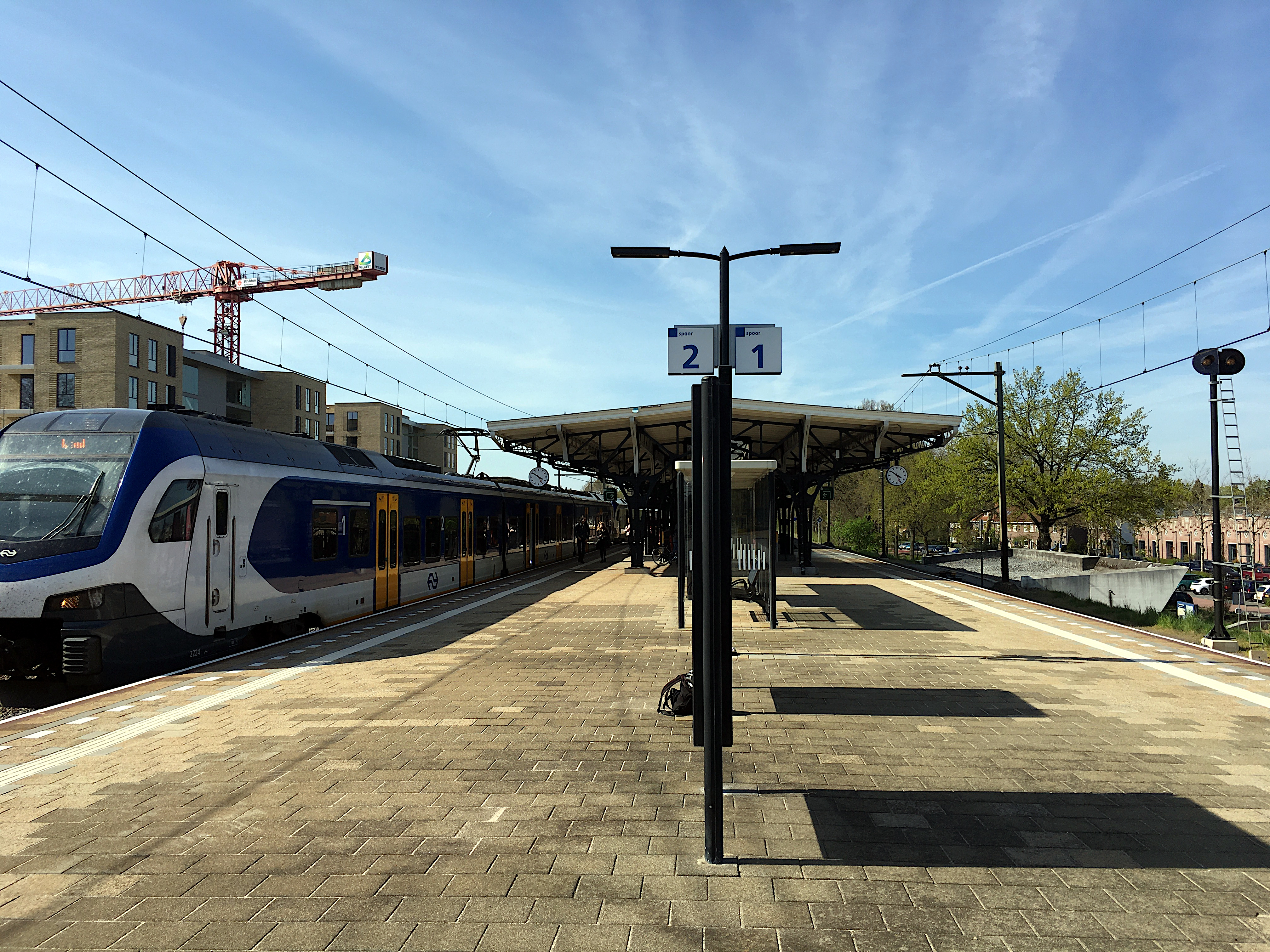
NS FLIRT op het station
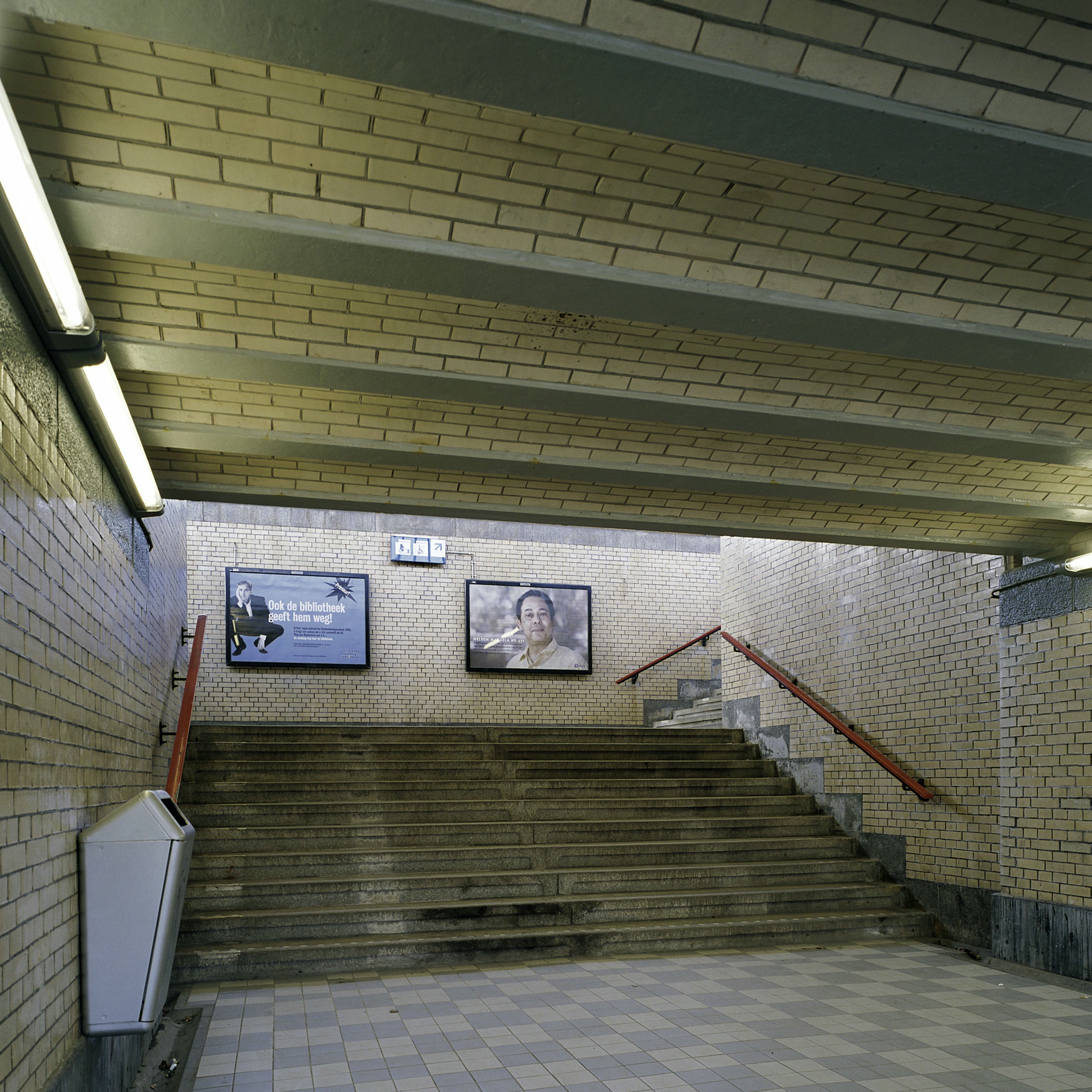
Trap naar het perron
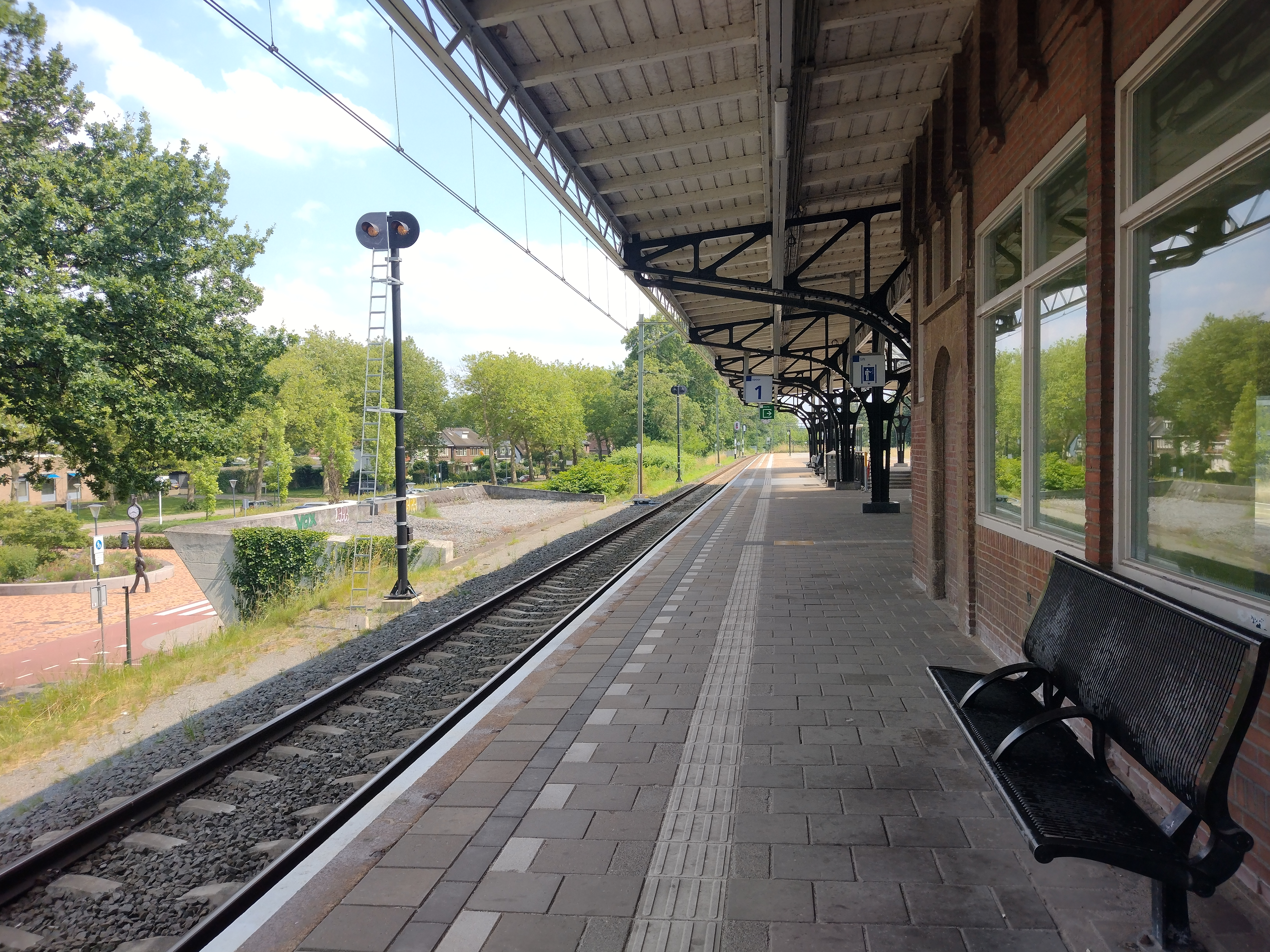
Perron

## Ontwikkeling aantal reizigers
Het aantal door NS vervoerde reizigers (per gemiddelde werkdag) ontwikkelde zich sedert 2019 als volgt:
| Jaar | Aantal reizigers |
| ---- | ---------------- |
| 2019 | 1.624            |
| 2020 | 779              |
| 2021 | 855              |
| 2022 | 1.272            |
| 2023 | 1.505            |
| 2024 | 1.485            |

0: Eindhoven Centraal ·
Tongelre ·
6: Geldrop ·
10: Heeze ·
11: Heeze-Leende ·
15: Sterksel ·
19: Maarheeze ·
30: Weert
Bergen op Zoom · 
Best · 
Boxmeer · 
Boxtel · 
Breda · 
-Prinsenbeek · 
Cuijk · 
Deurne · 
Eindhoven:
-Centraal · 
-Stadion · 
-Strijp-S ·
Etten-Leur · 
Geldrop · 
Gilze-Rijen · 
Heeze · 
Helmond · 
-Brandevoort ·
-Brouwhuis · 
-'t Hout · 
's-Hertogenbosch · 
-Oost · 
Lage Zwaluwe · 
Maarheeze · 
Oisterwijk · 
Oss ·
-West · 
Oudenbosch · 
Ravenstein · 
Roosendaal · 
Rosmalen · 
Tilburg · 
-Reeshof · 
-Universiteit · 
Vierlingsbeek · 
Vught · 
Zevenbergen
Voormalige stations: zie de lijst van voormalige spoorwegstations in Noord-Brabant